# Pelo (animal)

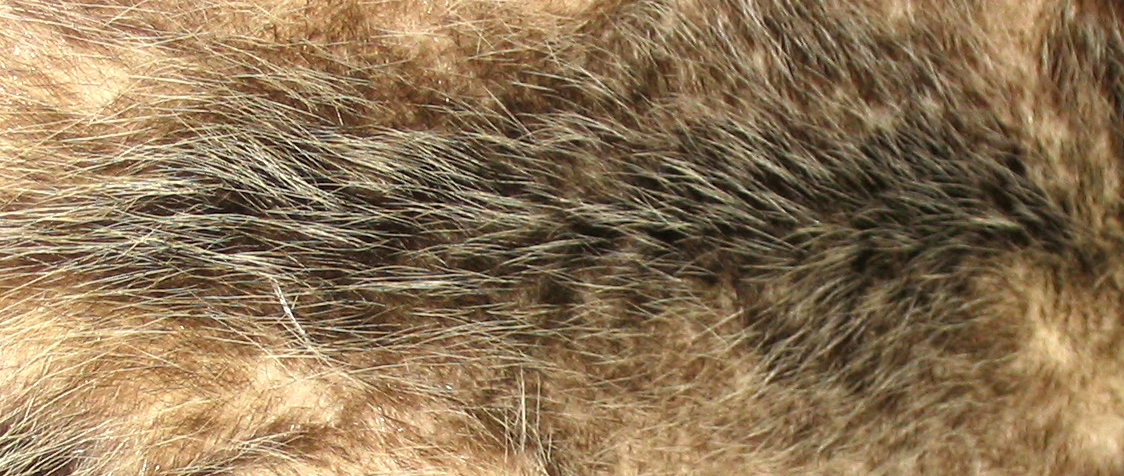
Pelo de zarigüeya

Se llama pelo a la hebra o hilo delgado que sale por los poros del cuerpo animal. 
Algunos zoólogos consideran como el resultado de un común origen los órganos exteriores que cubren en todo o en parte el cuerpo de los animales. Así, los pelos en los mamíferos terrestres y las partes córneas de que se sirven para defenderse, las íntimas en las aves, las escamas en los reptiles y los peces parecen ser modificaciones de una misma materia segregada por un órgano folicular que se llama cripta colocado debajo de la epidermis. Lo que confirmaría esta opinión es que el verdadero pelo de los mamíferos, las largas espinas mezcladas con pelos en los cuerpos de los puercoespines, el cuerno nasal de los rinocerontes que no es más que una reunión de filamentos pilosos, los filamentos cutáneos que se disponen en placas para cubrir los lagartos hormívoros, el tegumento que participa a la vez de la pluma y del pelo en ciertas aves, tales como los casoares ofrecen puntos de contacto y semejanzas patentes.
El color de los pelos pasa por varios matices del rojo al amarillento y del negro al gris, al ceniciento y también al blanco más puro. En un gran número de animales se observa la decoloración en los pelos y afecta principalmente a los del hombre en su vejez, los de varios cuadrúpedos del Norte durante el invierno y aun el plumaje de algunas aves, así como lo prueban merlas y urracas, todas cubiertas de plumas blancas.

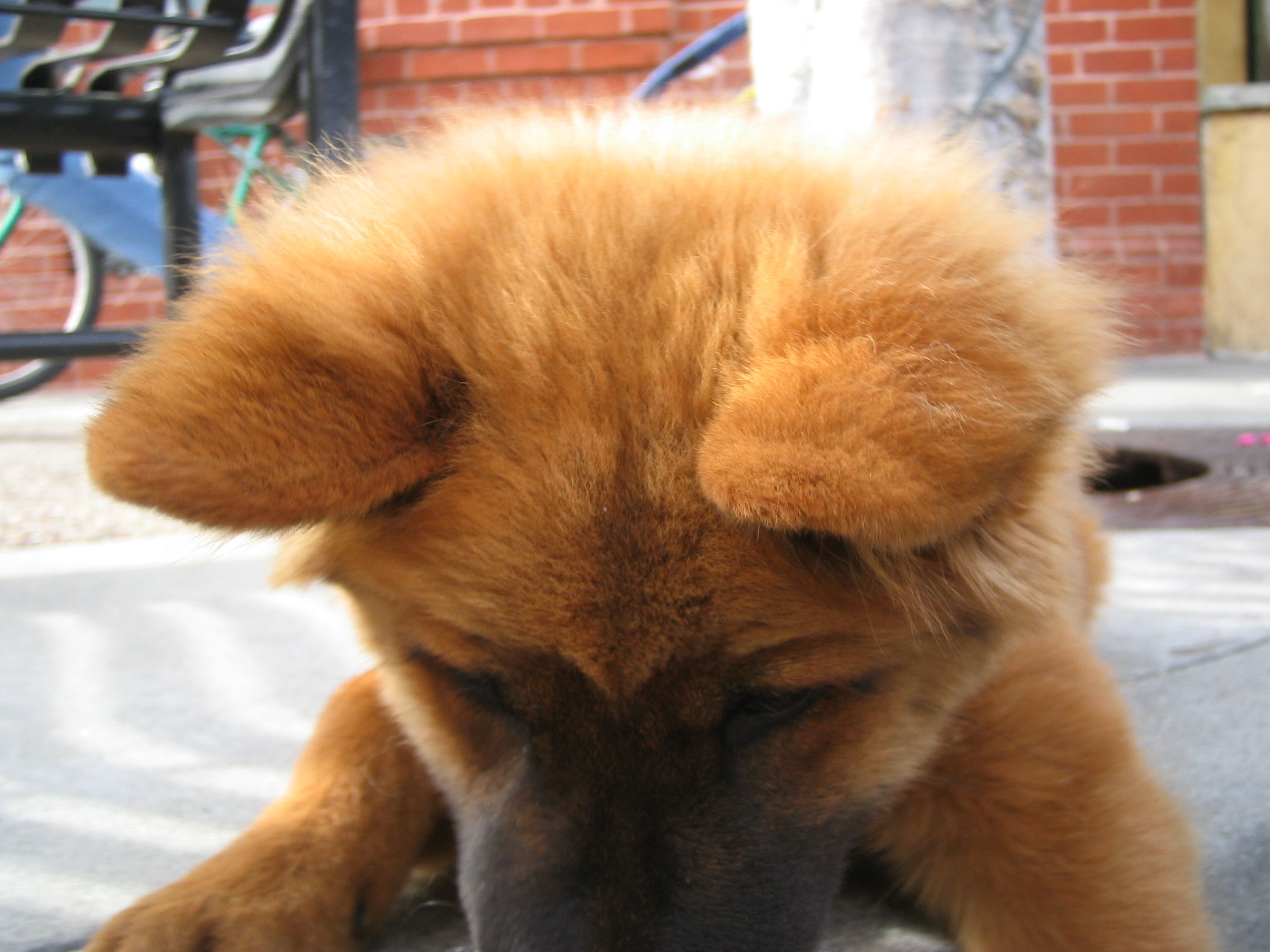
Pelo de perro

En materia mercantil se da el nombre de pelo a filamentos delgados, flexibles, que se crían en la piel de los cuadrúpedos. Cuando el pelo es muy duro, muy tieso y no está cubierto de vello alrededor de su raíz como en el cerdo y el jabalí, se llama cerda (y también seda y ceda); cuando es duro, liso, más o menos largo y no está cubierto de vello alrededor de la raíz se llama crin; cuando es un poco menos duro que la crin, liso, luciente, más o menos cubierto de vello alrededor de la raíz, se llama pelo propiamente dicho.
El buey tiene crin en la cola, el caballo en la cola y en las crines, y ambos tienen pelo en el resto del cuerpo; el perro está cubierto de pelo con poco o nada de vello; la liebre está cubierta de pelo y de vello. En la especie cabra, algunas variedades no tienen más que pelo sin vello, pero la mayor parte de las otras tienen pelo y vello. Entre estas últimas la más preciosa es la del Tíbet cuyo vello abundante, largo y sedoso, llamado cachemira, sirve en la fabricación de los tejidos conocidos con este nombre.
Casi todos los animales, excepto los que tienen cerdas y crines presentan dos tipos de pelo, de los cuales uno es muy sedoso y fino, llamado con bastante impropiedad vello, y está cubierto por otro lustroso y ordinario. El vello es más notablemente fino en los animales anfibios tales como el castor, la nutria, el zorrillo, etc. El pelo superior de estos animales es susceptible de ser teñido del mismo modo que las cerdas de jabalí y de cerdo así como la crin.